# 50 Виргинија
50 Виргинија или Вирџинија (50 Virginia) је астероид главног астероидног појаса са пречником од приближно 99,82 km.
Афел астероида је на удаљености од 3,405 астрономских јединица (АЈ) од Сунца, а перихел на 1,899 АЈ.
Ексцентрицитет орбите износи 0,283, инклинација (нагиб) орбите у односу на раван еклиптике 2,832 степени, а орбитални период износи 1577,730 дана (4,319 године).
Апсолутна магнитуда астероида је 9,24 а геометријски албедо 0,035.
Астероид је откривен 4. октобра 1857. године.